# Parque Industrial Aerocentro
El Parque Industrial Aerocentro es un polígono industrial ubicado en la ciudad de Barcelona, capital del estado Anzoátegui. Abarca un área de 350.000 metros cuadrados, se encuentra dividido en tres etapas y está conformado por 210 naves industriales.

## Distribución y ubicación

### Etapa I
Está conformada por 69 naves industriales en funcionamiento y 18 naves en desarrollo. Cuenta con dos accesos principales ubicados en la autopista Gran Mariscal de Ayacucho, a 200 metros de la redoma Los Pájaros, y un acceso de carga pesada a través de una calle de servicio. 

### Etapa II
Está conformada por 65 naves industriales en funcionamiento. Cuenta con dos accesos principales ubicados justo al frente del Aeropuerto Internacional José Antonio Anzoátegui, y un acceso de carga pesada a través de una calle de servicio. 

### Etapa III
Está conformada por 58 naves industriales en desarrollo. Cuenta con 1 acceso principal ubicado, al igual que la etapa II, frente al Aeropuerto Internacional José Antonio Anzoátegui. 

## Infraestructura y equipamiento
El Parque Industrial Aerocentro ocupa un área de 35 hectáreas. Es utilizado principalmente por empresas privadas para el establecimiento de centros de acopio y centros de distribución de diversos productos de consumo masivo y servicios al sector petrolero. 
Cuenta con:

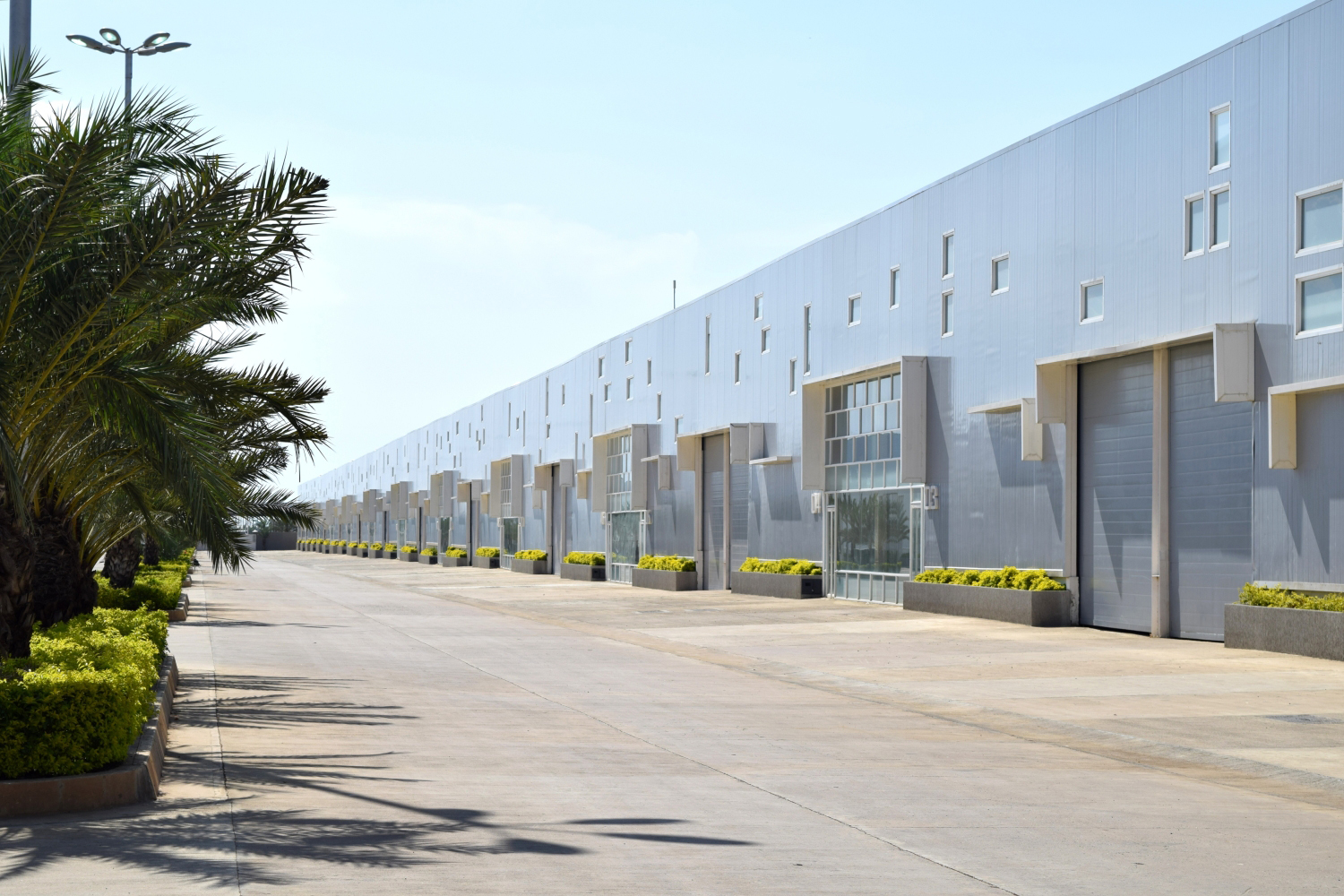
Fachadas de las naves industriales.

- Cerco perimetral en toda la extensión del terreno.
- Servicio de vigilancia con controles de acceso y circuito cerrado.[2]
- Redes subterráneas de agua, cloacas y energía eléctrica.
- Vialidades internas pavimentadas.
- Oficina administrativa.
- Esculturas de arte cinético ubicadas cada una de sus entradas y en el interior del parque industrial, en honor al escultor español Andreu Alfaro.[3]
- Estacionamiento para automóviles y transportes de carga pesada.

## Conectividad

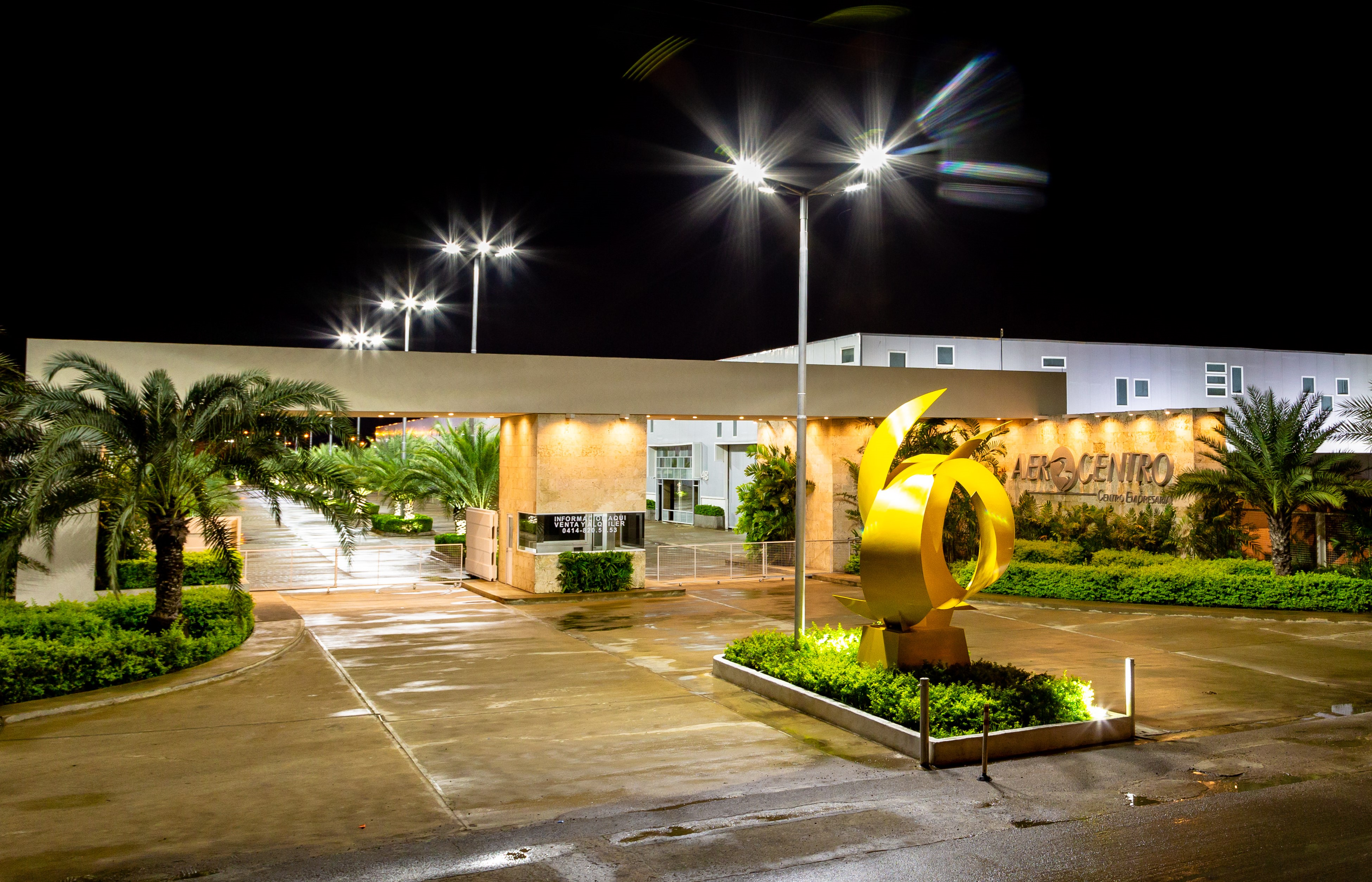
Entrada Garita 1 de Aerocentro Parque Industrial

### Terrestre
Aerocentro está ubicado en la salida de la ciudad de Barcelona, en la Autopista Gran Mariscal de Ayacucho que forma parte de la Troncal 9, importante arteria vial que conecta a 4 entidades federales venezolanas que pertenecen a la región Capital y a la Región Nor-Oriental. Esta ubicación también le permite conectar de manera rápida con el Complejo Petroquímico José Antonio Anzoátegui ubicado a 27 km de distancia, y con la Refinería Puerto la Cruz ubicada a 18 km de distancia.

### Aérea
Aerocentro se encuentra al frente del Aeropuerto Internacional José Antonio Anzoátegui a escasos 500 m de distancia, facilitando el almacenaje de carga aérea con bajos costos operativos por concepto de transporte y logística. 

### Naval
Aerocentro se encuentra ubicado a 2,7 km del Puerto Internacional de Guanta, principal puerto de la región oriental del país con 6 muelles, dedicado a la importación y exportación de carga de uso comercial.

## Labor Social y Protección Animal
Como aporte social a la comunidad, el Parque Industrial Aerocentro tiene un espacio destinado como refugio de caninos abandonados o en situación de calle, donde son atendidos, sanados y alimentados diariamente.